# 菊練り
菊練り（きくねり）は、陶芸や蕎麦打ちの際に、材料を練る方法の一つ。

## 陶芸

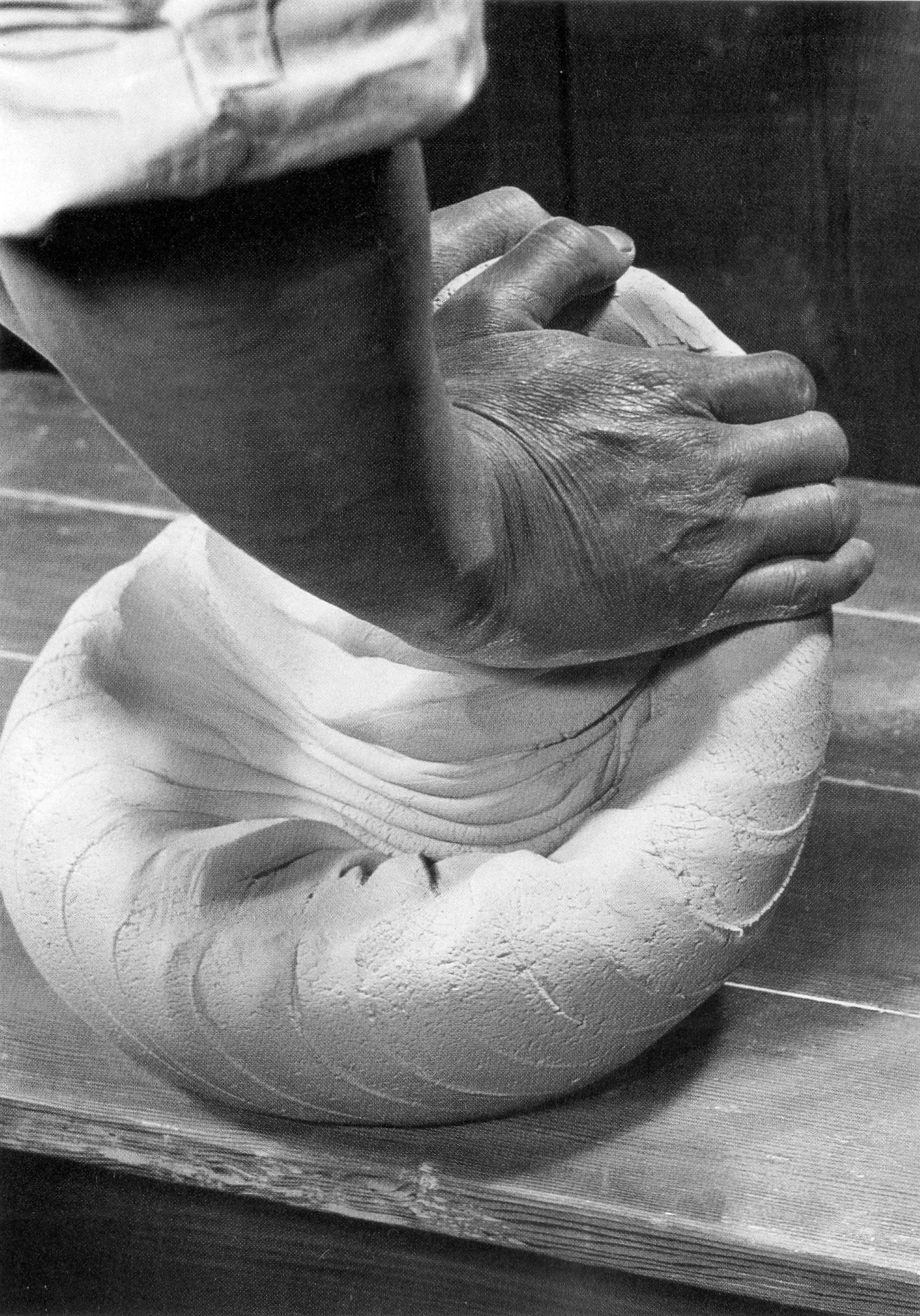
「陶芸 菊もみ」(1938年〈昭和13年〉-1939年〈昭和14年〉、土門拳撮影)

粘土の中に含まれる空気を抜くために行う土練りのこと。
3kg～5kgくらいの粘土を俵状にして、片方の手で押し、片方の手で捻りながら回転させる。左回転と右回転とがある。
練っているときに粘土に菊の花びらのような紋様が浮かび上がることから菊練りと呼ばれる。 「ねじもみ」「菊もみ」ともいう。

## 蕎麦打ち

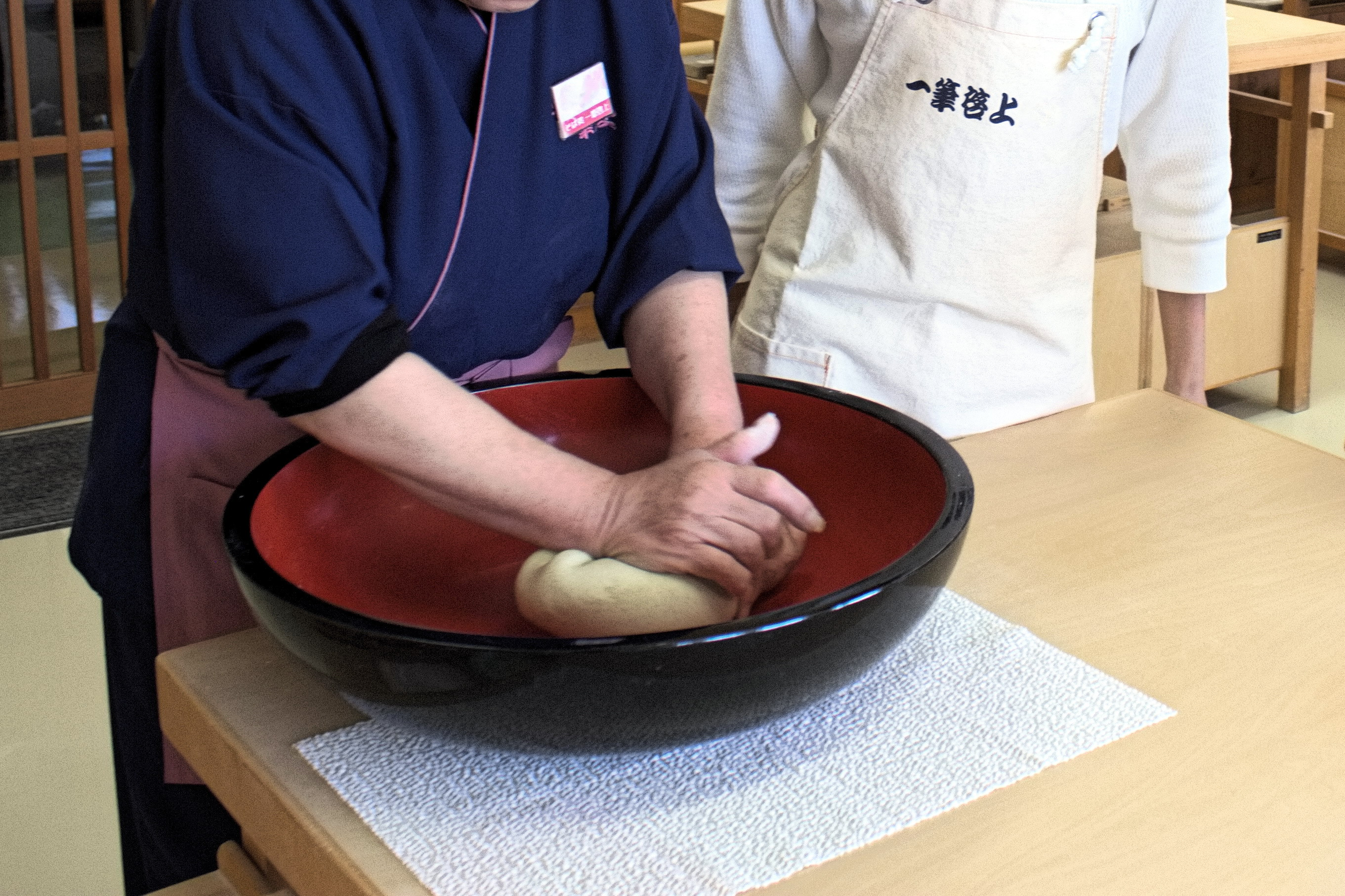
そば打ち体験 菊練り

木鉢で粉と水をまとめた後、片手でひねりながら、もう片方の手で押えていく。